# 우시지마 미쓰루
우시지마 미쓰루(일본어: 牛島 満, 1887년 7월 31일 ~ 1945년 6월 23일) 은 제2차 세계대전에서 활약한 일본제국 육군의 군인이다. 그는 오키나와 전투에서 수비대를 지휘하였고, 섬의 함락과 함께 자결하였다.
가고시마현 출신으로 1908년 육군사관학교를 28기로 졸업했고, 육군대학을 1916년에 졸업했다. 1918년 일본의 시베리아 출병에 참전, 대위로 진급했다. 이후 일본에 돌아와 주로 야전 지휘와 후방 업무를 두루 경험하고, 1937년 소장으로 진급하여 여단장이 되었다. 이때 중일전쟁 남경 작전에 참가하였다. 이후 중장으로 진급하였고, 일본으로 돌아와 여러 교육직을 역임하였다.
1944년 오키나와 방위를 담당하는 제32군 사령관으로 부임하여, 1945년 4월 압도적인 전력을 가진 미국의 상륙부대에 대항하여 맞섰지만, 패배가 확실해지자 6월 23일 조 이사무(長勇) 참모장과 함께 전통적인 할복의식으로 자결하였다.

## 같이 보기
- 가고시마현립 쓰루마루 고등학교

| 전임 소장 아마카와 쥬타로 | 제2대 육군여과사관학교장 1939년 3월 9일 - 1939년 12월 1일 | 후임 소장 무다구치 렌야 |

| 전임 중장 고다마 도모 | 제17대 대만군 사령관 1939년 12월 1일 - 1940년 12월 2일 | 후임 중장 혼마 마사하루 |

| 전임 중장 나이토 마사카즈 | 제23대 제11사단장 1939년 12월 1일 - 1941년 10월 15일 | 후임 중장 다카모리 다카시 |

| 전임 중장 와타나베 마사오 | 제2대 제32군 사령관 1944년 8월 8일 - 1945년 6월 23일 † | 후임 (폐지) |